# اوکسپان
اوکسپان (به انگلیسی: Oxepane) با فرمول شیمیایی C6H12O یک ترکیب شیمیایی با شناسه پاب‌کم 114845 است. که جرم مولی آن ۱۰۰٫۱۵۸۸۸ گرم بر مول می‌باشد. 